# Mohamed Brahmi

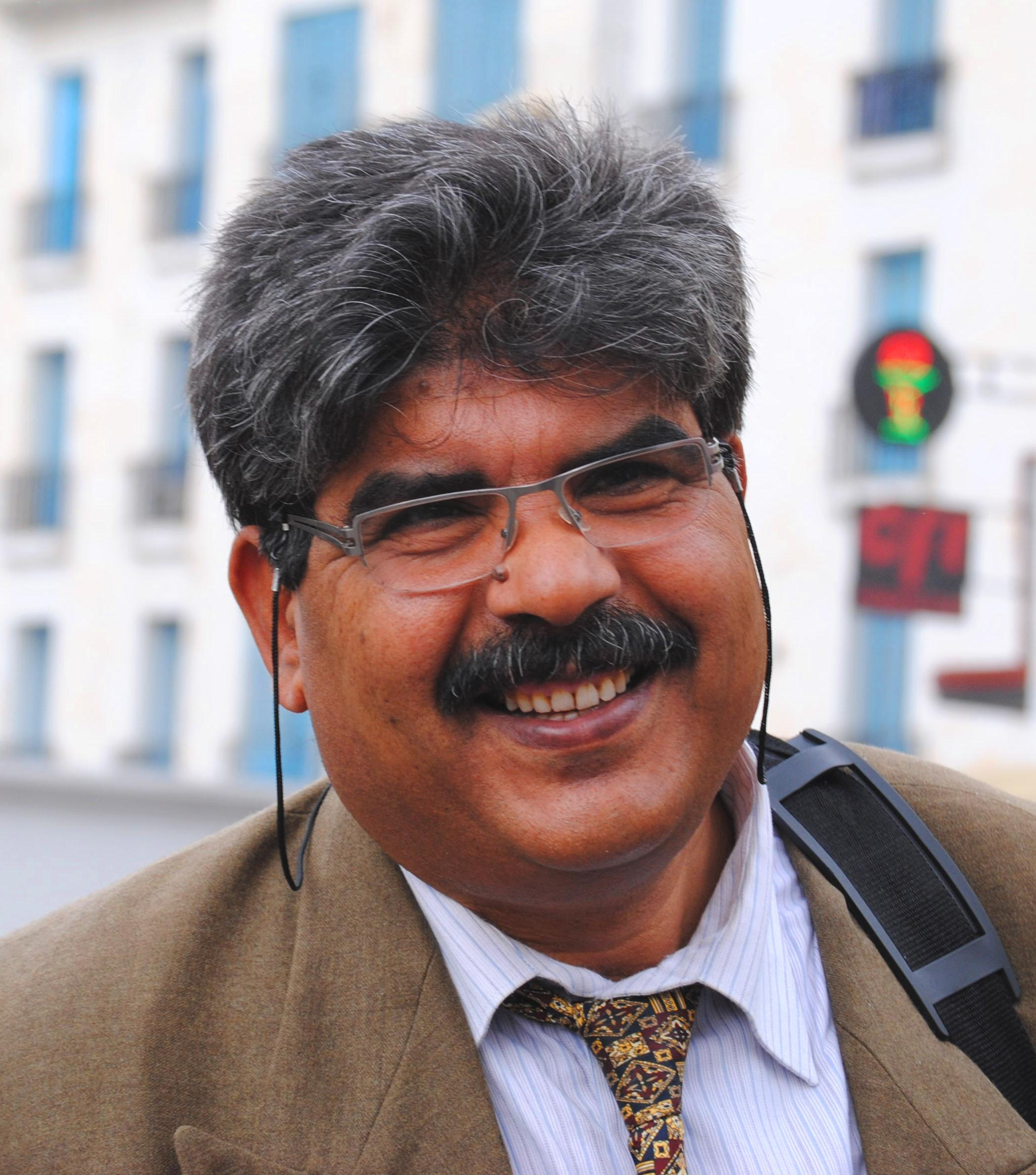
Mohamed Brahmi

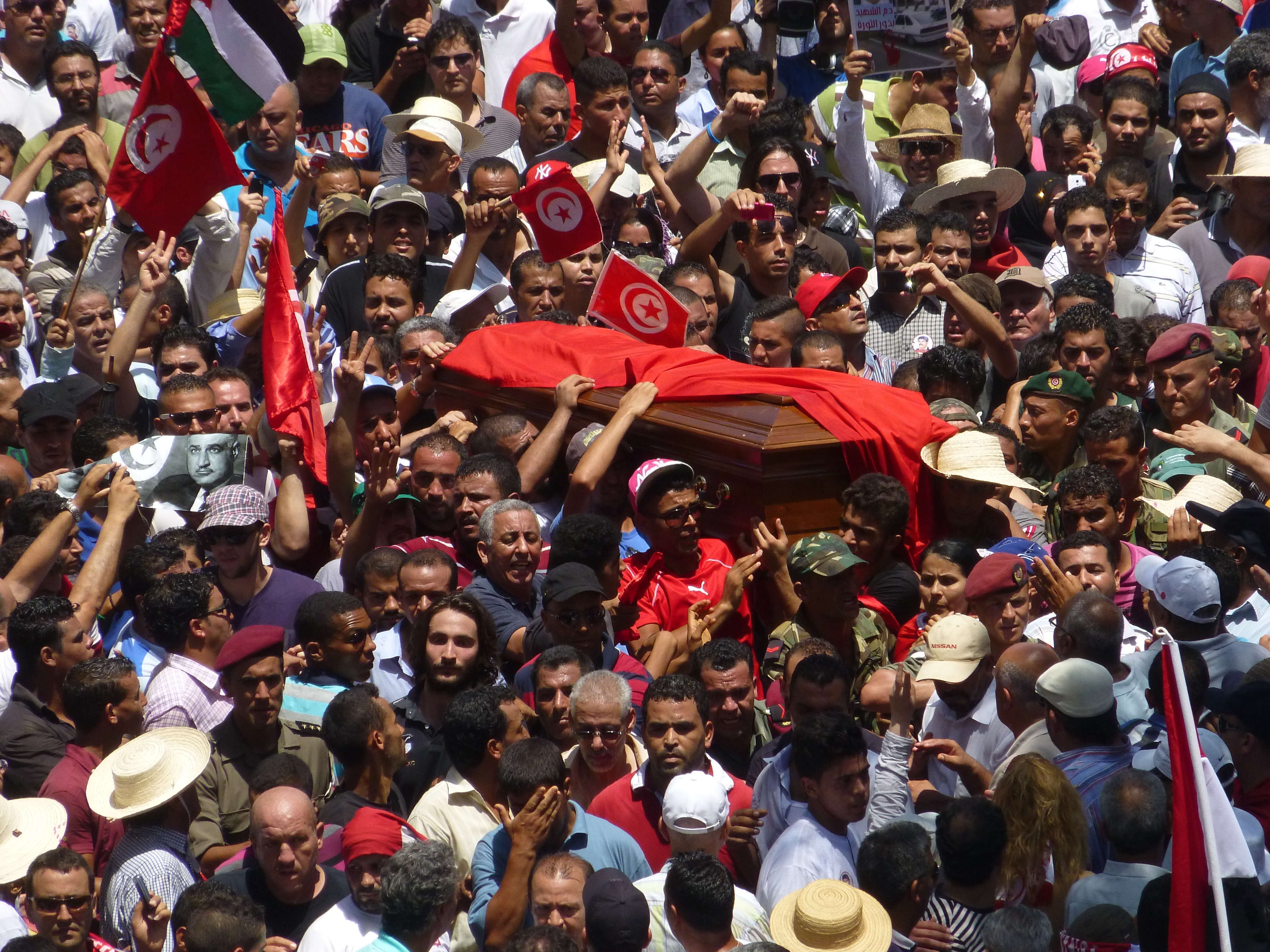
Brahmis Beerdigungsprozession

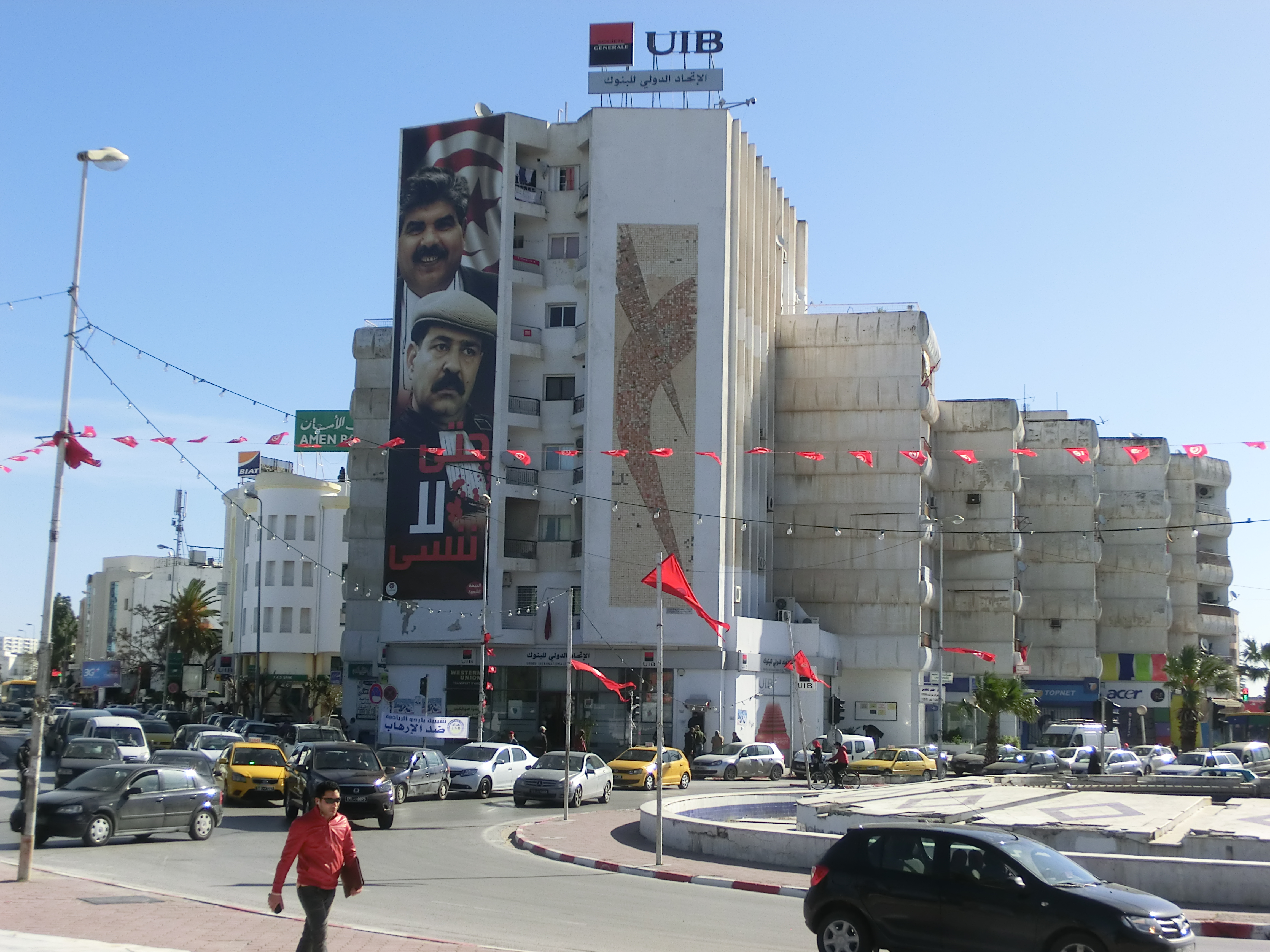
Bilder von Brahmi und Belaïd vor dem Sitz des tunesischen Parlaments, April 2015

Mohamed Brahmi (arabisch محمد براهمي, DMG Muḥammad Brāhimiyy; * 15. Mai 1955 in Sidi Bouzid; † 25. Juli 2013 in Tunis) war ein tunesischer Politiker.
Er gründete nach der Revolution in Tunesien 2010/2011 am 8. März 2011 die Volksbewegung und blieb bis zum 7. Juli 2013 ihr Parteivorsitzender, die am 22. November 2011 unter seiner Führung zwei Sitze in der Verfassunggebenden Versammlung gewann. Brahmi wurde nunmehr Parlamentsabgeordneter der Volksfront, in welcher seine Volksbewegung mit der Arbeiterpartei, der Bewegung Demokratischer Patrioten, der Baath-Bewegung, der Arabisch-Demokratischen Vorhut und der Bewegung Sozialistischer Demokraten zusammenarbeitet.

## Leben und Politik
Brahmi studierte bis 1982 an der Universität Tunis und erhielt dort einen Hochschulabschluss in Rechnungswesen. Er war ein aktives Mitglied der Arabisch-Progressiven Unionistenstudenten bis 2005, als er die Nasseristische Unionistenbewegung gründete – unter Ben Ali eine illegale Partei.
Brahmi war für seine sozialistischen und arabisch-nationalistischen Ansichten bekannt, da er sich in der Tradition des Ägypters Gamal Abdel Nasser sah. Er war praktizierender Muslim und hatte keinen besonderen Ruf als Kritiker, teilweise sogar Fürsprecher in der regierenden islamistischen Ennahda-Bewegung.

## Ermordung
Brahmi wurde am 25. Juli 2013 außerhalb seines Hauses in Ariana von zwei Männern auf dem Motorrad vor den Augen seiner Frau und seiner Kinder erschossen. Nachdem er 14 mal angeschossen wurde, starb am gleichen Tag im Krankenhaus des Ariana-Bezirks von Tunis. Nach seinem Tod protestierten Tausende seiner Unterstützer, darunter auch seine Angehörigen und Parteimitglieder der Volksbewegung, vor dem Innenministerium und beschuldigten die Ennahda-Bewegung und ihre Anhänger an der Ermordung schuld zu sein.
Brahmis Tod folgte der Ermordung des Oppositionsführers Chokri Belaïd am 26. Februar 2013 – beide waren Mitglieder der Volksfront. Innenminister Lotfi Ben Jeddou erklärte: „Die gleiche automatische 9-mm-Waffe, die Belaïd tötete, tötete auch Brahmi.“ Brahmi erhielt ein Staatsbegräbnis. In diesem Zusammenhang kündigte Ministerpräsident Ali Larajedh für den 17. Dezember Neuwahlen an (die sich bis 2014 verzögerten).
Im August 2013 beschuldigte Premierminister Ali Larajedh die salafistische Organisation Ansar al-Scharia unter anderem, hinter den Morden an Chokri Belaïd und Mohamed Brahmi zu stehen.